# Mademoiselle Germaine Caillot
‘Mademoiselle Germaine Caillot’ est un cultivar de rosier hybride de thé obtenu en 1882 par le rosiériste lyonnais Joseph Pernet-Ducher et mis au commerce en 1887. Il n'est plus commercialisé. 

## Description
Cette variété au délicat coloris présente  de grosses fleurs rose saumon au cœur plus intense, avec quelques reflets jaunes, très doubles en forme de coupe. La floraison est remontante.
Son buisson érigé possède un feuillage vert foncé. Il est vigoureux et rustique, résistant aux hivers froids. Il a besoin d'être taillé au tiers avant le début du printemps.
Cette variété est issue du croisement de ‘Baronne Adolphe de Rothschild’ (hybride remontant Pernet père, 1868) × ‘Madame Falcot’ (rosier thé Guillot fils, 1858) et compte parmi les premières hybridations de Pernet-Ducher pour des hybrides de thé robustes et remontants. Il s'agit de la deuxième génération de descendants de 'Safrano' (Beauregard, 1839) d'importance historique.